# Along Came Daffy
 (novembre 2021).
Si vous disposez d'ouvrages ou d'articles de référence ou si vous connaissez des sites web de qualité traitant du thème abordé ici, merci de compléter l'article en donnant les références utiles à sa vérifiabilité et en les liant à la section « Notes et références ».
Along Came Daffy est un court métrage d'animation américain réalisé par Friz Freleng, sorti en 1947.
Le film, produit par Warner Bros met en scène Daffy Duck et Sam le pirate.

## Fiche technique
- Réalisation : Friz Freleng
- Scénario : Michael Maltese et Tedd Pierce
- Production : Leon Schlesinger	.
- Musique originale : Carl W. Stalling
- Montage et technicien du son : Treg Brown (non crédité)
- Durée : 7 minutes
- Pays : États-Unis
- Langue : anglais
- Distribution : 1947 : Warner Bros. Pictures
- Format : 1,37 :1 Technicolor Mono
- Date de sortie : 
  - États-Unis : 4 juin 1947